# حب السفر
حب السفر (بالإنجليزية: Wanderlust)‏ هو فيلم كوميدي تم إنتاجه في الولايات المتحدة وصدر في سنة 2012. الفيلم من إخراج ديفيد وين من بطولة بول رود وجينيفر أنيستون وجستن ثيروكس وكاثرين هان ولورين أمبروز.

## القصة
تدور أحداث الفيلم في إطار كوميدي حول زوجان عاطلان عن العمل، تبدأ حياتهما في التغير عندما يقرران بدء الاستمتاع بها، وترك المشاكل وضغوط الحياة خلفهم.

## الميزانية والإيرادات
بلغت تكلفة إنتاج الفيلم حوالي 35 مليون دولار بينما حقق أرباحا تقدر بـ 24,156,599 دولار.

## وصلات خارجية
- حب السفر على موقع IMDb (الإنجليزية)
- حب السفر على موقع ميتاكريتيك (الإنجليزية)
- حب السفر على موقع روتن توميتوز (الإنجليزية)
- حب السفر على موقع نتفليكس (الإنجليزية)
- حب السفر على موقع قاعدة بيانات الأفلام العربية
- حب السفر على موقع ألو سيني (الفرنسية)
- حب السفر على موقع Turner Classic Movies (الإنجليزية)
- حب السفر على موقع أول موفي (الإنجليزية)
- حب السفر على موقع بوكس أوفيس موجو (الإنجليزية)
- حب السفر على موقع فيلمافينيتي (الإسبانية)